# Just Cause 4
Just Cause 4 — компьютерная игра, разработанная Avalanche Studios и изданная Square Enix 4 декабря 2018 года на PlayStation 4, Xbox One и Windows. Игра является продолжением Just Cause 3 и четвёртой частью серии Just Cause.

## Сюжет
Действие игры разворачивается в вымышленной южноамериканской стране под названием Солис. В этой части Just Cause Рико Родригес будет сражаться с организацией Чёрная рука, сама организация состоит из сильных и хорошо вооружённых солдат, руководит этой организацией волевая и хладнокровная женщина по имени Габриэлла Моралес. Как выяснилось из сюжета этой части игры, что именно Чёрная рука помогла захватить власть диктатору Сальвадору Мендосе в Just Cause и диктатору Себастьяно Ди Равелло в Just Cause 3. Рико Родригес узнаёт о том, что его отец работал на Чёрную руку над проектом «Илаппа» — устройство позволяющее контролировать природу и теперь он отправляется в страну Солис, где находится штаб-квартира Чёрной руки, чтобы узнать правду: действительно ли его отец работал на них, а если да — то зачем.
Пройдя по всему Солису и захватив с Армией Хаоса большинство стратегических объектов острова он выслеживает Оскара Эспиносу в его штаб квартире, однако тот уже скрылся и оставил Рико прощальную записку с последним пазлом головоломки — отец Рико добровольно работал над «Илаппой», пока не ушёл из-за планов Эспинозы по использованию её в качестве оружия, после чего тот был вынужден его убить из-за его слишком обширных познаний. После Рико извлекает центральное ядро Иллаппы — и верхом на нём врезается в улетающий самолёт Эспиносы, тем самым убивая его же оружием.
После финальной битвы Рико и Мира беседуют в штабе повстанцев о произошедшем и вместе с Томом Шелдоном решают, что эффективнее всего будет ликвидировать причину всех бед Рико — Агентство.

## Разработка
Just Cause 4 была анонсирована в июле 2018 года в рамках E3. Square Enix объявила, что разработчиком игры будет студия Avalanche Studios (эта студия сделала все предыдущие части Just Cause). На презентации был показан геймплей игры и рассказано немного о сюжете и персонажах игры. Была названа дата выпуска игры — 4 декабря 2018 года. В ноябре 2018 года разработчики объявили, что выпустят 3 дополнения: Los Demonios, Dare Devils и Agency Strikes Back, дата выпуска этих дополнений намечена на 2019 год.
Новая часть Just Cause отличается от предыдущих тем, что у неё новый игровой движок Apex Engine, благодаря этому движку в игре теперь есть: экстремальные погодные эффекты, включая метели, пыльные бури, торнадо, а также молнии. Также были улучшены: физика игры, анимация игры, улучшенная система разрушений, улучшенная детализация окружения. Искусственный интеллект также был улучшен, враги с которыми будет сражаться игрок теперь будут более опасными и более организованными.

## Критика
| Сводный рейтинг       | Сводный рейтинг                              |
| Агрегатор             | Оценка                                       |
| --------------------- | -------------------------------------------- |
| GameRankings          | - PC: 70,50 % - PS4: 68,48 % - XONE: 67,15 % |
| Иноязычные издания    |                                              |
| Издание               | Оценка                                       |
| Game Informer         | 8/10                                         |
| GameSpot              | 6/10                                         |
| IGN                   | 7,9/10                                       |
| PCGamesN              | 7/10                                         |
| PC Gamer (US)         | 73/100                                       |
| Metro                 | 6/10                                         |
| Русскоязычные издания |                                              |
| Издание               | Оценка                                       |
| «Игры Mail.ru»        | 6/10                                         |

Игра получила смешанные отзывы критиков, средняя оценка на агрегаторе рецензий Metacritic составляет от 65 до 70 для разных платформ.